# Вейнка
Вейнка (устар. Вейенка) — река в России, протекает по Гдовскому району Псковской области и Сланцевском районе Ленинградской области. Длина реки составляет 26 км, площадь водосборного бассейна 74,4 км².
Начинается из болота Большой Мох. На реке находятся деревни Филатово, Журавлев Конец, Вейно, Перегреб и Лядинки. Устье реки находится в 33 км по правому берегу реки Плюсса. Высота устья — 28,3 м над уровнем моря.

## Данные водного реестра
По данным государственного водного реестра России относится к Балтийскому бассейновому округу, водохозяйственный участок реки — Нарва. Относится к речному бассейну реки Нарва (российская часть бассейна).
Код объекта в государственном водном реестре — 01030000412102000027267.